# Coptopteryx gayi
Coptopteryx gayi – gatunek modliszki z rodziny modliszkowatych i podrodziny Photinainae

## Taksonomia
Gatunek ten opisany został w 1853 roku przez Émile'a Blancharda jako Mantis gayi.

## Opis
Samice osiągają od 62 do 80,5 mm długości ciała. Przedplecze samic wydłużone, od 20 do 25,5 mm długie. Odnóża środkowej i tylnej pary samic dłuższe i węższe, a przednie słabsze niż C. argentina. Samce mają w porównaniu do C. argentina mają węższe rozszerzenia nadoczne, bardziej skompresowaną nasadę przedplecza i słabsze odnóża przednie. Obie płcie o ubarwieniu z różnymi odcieniami brązu do zieleni.

## Ekologia
Modliszki te okazjonalnie padają ofiarą os z rodzaju Stangeella, które paraliżują i składają w nich jaja.

## Rozprzestrzenienie
Gatunek neotropikalny, znany z Paragwaju, Chile i brazylijskiego Rio Grande do Sul.